# Aimé-Georges Martimort
Pour les articles homonymes, voir Martimort.
Aimé-Georges Martimort, né le 31 août 1911 à Toulouse (Haute-Garonne) et mort le 20 janvier 2000 dans cette même ville, est un prêtre catholique et liturgiste français.

## Biographie

### Professorat
Aimé-Georges Martimort, prêtre de l'Église de Toulouse, se voit souvent exercer au-delà des frontières de son diocèse mais y demeure toujours attaché par sa résidence et son enseignement à l'Institut catholique. Remarqué par le recteur, Bruno de Solages, il obtient une licence ès lettres et soutient, en 1937, une thèse de doctorat en théologie sur « La défense de la déclaration de 1682 par Bossuet ». À Rome, où il est envoyé pendant un an par son évêque, Jules-Géraud Saliège, il acquiert un diplôme de bibliothécaire et en profite pour fréquenter la Commission pontificale pour l'archéologie sacrée.
Dès son retour, en octobre 1938, il devient conservateur de la Bibliothèque et commence à enseigner l'histoire de la liturgie à la Faculté de théologie. Il exerce alors ces fonctions jusqu'à sa retraite en 1981, interrompues seulement par un éloignement forcé pendant l'occupation allemande entre 1943 et 1944, pour fait de résistance, et par un congé pour préparer un doctorat en Sorbonne sur « Le gallicanisme de Bossuet » en 1953. Le professeur Martimort est doyen de la Faculté de théologie de Toulouse de 1967 à 1970.

### Liturgie

#### Centre de pastorale liturgique
De 1946 à 1948, il exerce la charge de codirecteur du Centre de pastorale liturgique. En 1953, arrive l'abbé Pierre Jounel, avec qui Martimort noue rapidement des liens qui deviennent ceux d'une véritable amitié. Ce nouveau collaborateur assure pratiquement une permanence au siège du CPL de Neuilly, et se montre particulièrement soucieux d'y constituer une bibliothèque précieuse aux étudiants de l'Institut Supérieur de Liturgie.
En 1951, il collabore avec Johannes Wagner, secrétaire général de l'Institut liturgique de Trêves et le Pr. Balthasar Fischer, ce qui donne lieu au Congrès international de Lugano en 1953 et à celui d'Assise en 1956. Le pape Pie XII adresse alors un discours aux congressistes, comportant autant d'approbations que de critiques négatives, leur reprochant de s'exprimer trop librement sur l'état de la liturgie romaine. À cette occasion ceux-ci rencontrèrent également le Substitut de la Secrétairerie d'État, Giovanni Battista Montini (futur pape Paul VI) qui leur manifeste alors un intérêt fondé sur de réelles compétences pour les questions qui leur tiennent à cœur.

#### Concile Vatican II

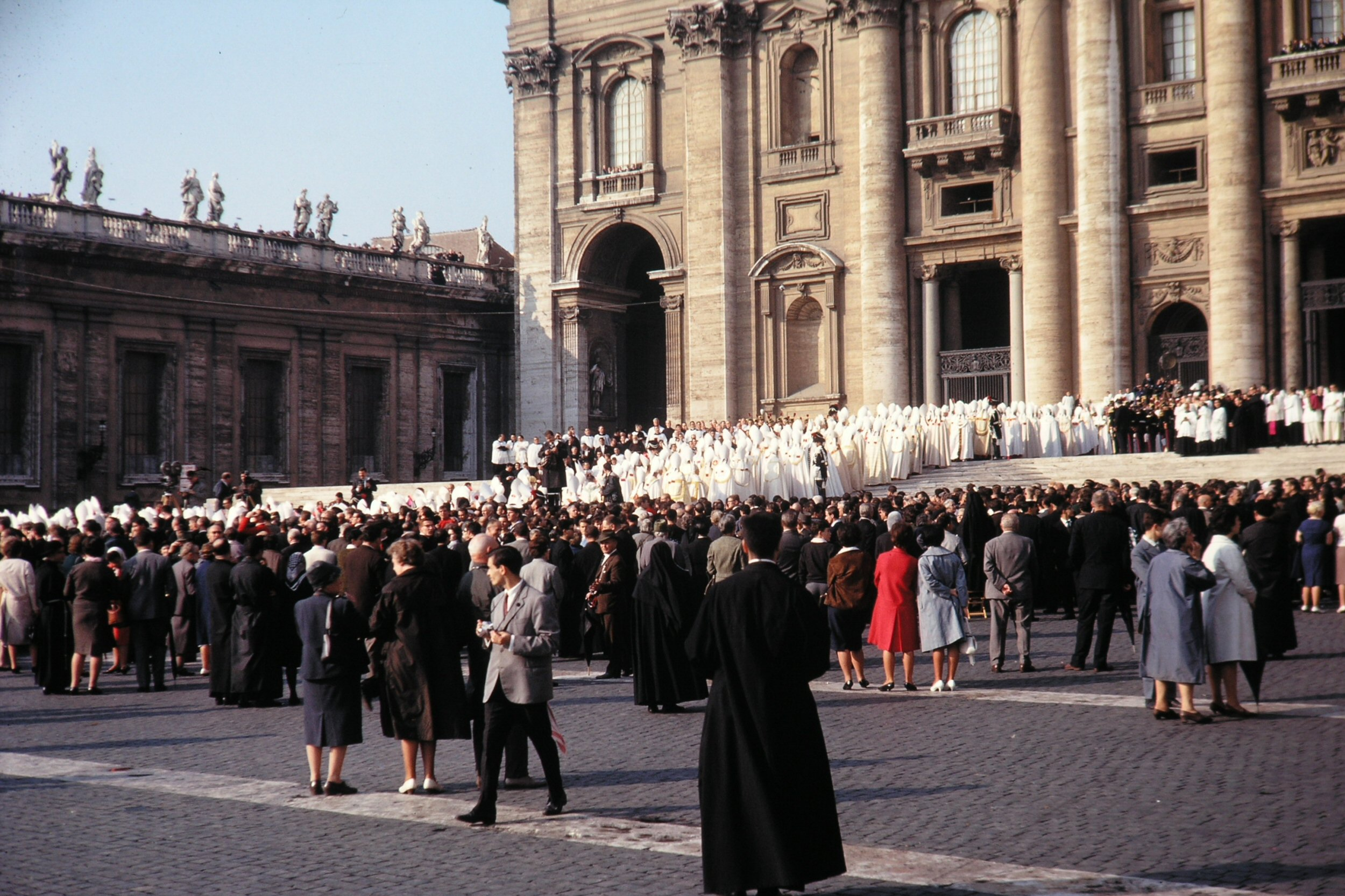
Procession d'entrée des Pères conciliaires à la basilique Saint-Pierre, en octobre 1962.

Le 25 janvier 1959, le pape Jean XXIII annonce la convocation d'un concile. Mais après la composition de la Commission préparatoire De sacra liturgia, publiée le 22 août 1960, les responsables des centres de pastorale liturgique de France, d'Allemagne et des Pays-Bas apprennent qu'ils n'y figurent pas. Le P. Aimé-Georges Martimort est ainsi appelé parmi les consulteurs au mois d'octobre suivant, avec Johannes Wagner et Lucas Brinkhoff, tandis que Henri Jenny, évêque auxiliaire de Cambrai, devient membre de la Commission. Sous la présidence du Cardinal Gaetano Cicognani, le secrétaire, Annibale Bugnini, organise le travail. Martimort participe à la sous-commission chargée de la concélébration et à celle chargée de l’élaboration théologique de la Liturgie De mysterio sacrae liturgiae eiusque relatione ad vitam Ecclesiae.
Le C.P.L doit rédiger le premier chapitre du « schéma ». Le projet de schéma est signé par le cardinal Cicognani quatre jours avant sa mort, soit le 1er février 1962. Les adversaires de la réforme commencent sans tarder à s'y opposer, sans rencontrer de résistance de la part du nouveau président de la Commission, le cardinal Larraona, juriste projeté dans ce domaine qu'il connaissait peu. Le P. Martimort est alors l'un de ceux qui s'emploient à contrer les opposants à la réforme liturgique. 
La réforme est portée sur plusieurs objectifs ; la langue liturgique, la concélébration, la communion sous les deux espèces, etc. mais Martimort est particulièrement vigilant afin de réduire au minimum toute prérogative accordée à d'autres instances que la Curie romaine.
Le projet de schéma sur la liturgie est remis à la Commission centrale préparatoire, mais lorsqu'il parvint aux évêques, dans un volume daté du 13 juillet 1962, il est totalement méconnaissable. Il comporte, en effet, une note préalable qui en altére l'essentiel ; ce n'ést plus le Concile qui décide des réformes, faisant appel, pour leur réalisation, à des experts du monde entier. Ils doivent seulement en préciser les principes fondamentaux et les proposer au Siège apostolique, en lui en laissant la mise en œuvre.
Après que la sous-commission ait constaté les modifications apportées à son projet, elle en fait l'inventaire en vue d'avertir les Pères conciliaires. Martimort lui-même distribue une liste d’Observations aux évêques désirant s'informer ou inviter les experts à leurs réunions par nations. La Commission liturgique conciliaire, en majorité élue (le 20 octobre 1962) sur des listes constituées par les membres du Concile et présidée par le cardinal Larraona est la seule à ne pas avoir le même secrétaire que la Commission préparatoire ; Bugnini est, en effet, écarté du projet. Cependant, grâce à l'intervention judicieuse d’un expert en Droit canonique, le texte définitif de la Constitution indique que : 
« Les livres liturgiques seront révisés au plus tôt, en faisant appel à des experts et en consultant des évêques, de diverses régions du globe ». 
L’opposition ne désarme pas sur la question des traductions. La Constitution Sacrosanctum Concilium, adoptée à l'unanimité moins quatre voix, est promulguée le 4 décembre 1963 et le Consilium pour la mise œuvre de la Constitution de la Liturgie est officialisé le 25 janvier 1964. Soulevant de nombreuses critiques, tant dans l'épiscopat que dans la presse quotidienne, la version publié dans l'Acta Apostolicae Sedis est corrigée selon les termes de la Constitution. À chacun de ces obstacles, Martimort est l'un des premiers à monter aux créneaux. 
Le choix des membres du Consilium est, pour une bonne part, suggérée à Annibale Bugnini par le père Martimort, apparaissant comme un chef d'orchestre à chaque session du Consilium.
Aimé-Georges Martimort est nommé consulteur du Coetus 16 (groupe d'études) chargé de la concélébration et de la communion sous les deux espèces, ainsi que du Coetus 29 qui traite des rites de la chapelle papale. il est également relator (rapporteur) du Coetus 26 qui se consacre au Cérémonial des évêques. Il dirige surtout le l'élaboration de la réforme de la Liturgie des Heures avec le Coetus 9 chargé de sa coordination.

### Après le Concile
En 1965, le Centre de pastorale liturgique cède la place à un organisme officiel, le Centre national de pastorale liturgique, à la demande du texte conciliaire sur la Liturgie. Le P. Martimort juge alors préférable de se retirer, pour laisser toute latitude aux évêques français dans la mise en œuvre de la réforme conciliaire.
Le 24 mai 1967, il obtient le titre de prélat domestique de Sa Sainteté.
Il travaille, jusqu'à sa mort, le 20 janvier 2000, à l'édition du volume sur l’Office des lectures.

## Publications
- L'Église en prière, Introduction à la liturgie, Paris-Tournai, éd. Desclée de Brouwer, 1961, 916 p.
- Le gallicanisme de Bossuet, éd. Cerf, 1953, prix Albéric-Rocheron de l'Académie française en 1954
- Commentaire de la Présentation de la Liturgie des heures, 1971
- Les ordines, les ordinaires et les cérémoniaux, éd. Brepols, 1991 (ISBN 978-2503360560)
- Les lectures liturgiques et leurs livres, éd. Brepols, 1992 (ISBN 978-2503360645)
- L'Église en prière, t. 1 : Principes de la liturgie, éd. Desclée de Brouwer, 1995 (ISBN 978-2718902364)
- L'Église en prière, t. 2 : L'eucharistie, éd. Desclée, 1995 (ISBN 978-2718906096)
- L'Église en prière, t. 3 : Les sacrements, éd. Desclée, 1995 (ISBN 978-2718902593)
- L'Église en prière, t. 4 : La liturgie et le temps, éd. Desclée, 1995 (ISBN 978-2718902241)
- La notion d'initiation chrétienne : sa redécouverte, sa fécondité, éd. Cerf, 2007 (ISBN 978-2204081993)

La bibliothèque universitaire de l'Institut catholique de Toulouse porte le nom de « Bibliothèque Aimé-Georges-Martimort » en l'honneur du travail accompli pour la rationalisation et la modernisation de l'établissement par Aimé-Georges Martimort.